# Semiothisa combusta
Semiothisa combusta là một loài bướm đêm trong họ Geometridae.